# Daniil Sergejewitsch Odojewski
Daniil Sergejewitsch Odojewski (russisch Даниил Сергеевич Одоевский; * 22. Januar 2003 in Sankt Petersburg) ist ein russischer Fußballtorwart.

## Karriere

### Verein
Odojewski begann seine Karriere bei Zenit St. Petersburg. Im Oktober 2019 debütierte er für die zweite Mannschaft von Zenit in der drittklassigen Perwenstwo PFL. Bis zum COVID-bedingten Abbruch der Drittligasaison kam er zu drei Einsätzen für Zenit-2. Im Juli 2020 stand er gegen den FK Orenburg erstmals im Profikader von Zenit. Sein Debüt für die Profis in der Premjer-Liga gab er im Mai 2021, als er am 30. Spieltag der Saison 2020/21 gegen den FK Tambow über die volle Spielzeit im Tor stand. Neben diesem Einsatz für die Profis kam er noch zu fünf Drittligaeinsätzen für die Reserve.
In der Saison 2021/22 hütete er viermal das Tor, in der Saison 2022/23 ebenso. Zur Saison 2023/24 wurde er an den Zweitligisten Wolgar Astrachan verliehen. Für Wolgar kam er zu 25 Einsätzen in der Perwenstwo FNL. Zur Saison 2024/25 wurde er innerhalb der Premjer-Liga an den FK Rostow weiterverliehen.

### Nationalmannschaft
Odojewski spielte im September 2018 erstmals für eine russische Jugendnationalauswahl. Zwischen September 2019 und Februar 2020 kam er zu fünf Einsätzen im U-17-Team. Im März 2021 absolvierte er eine Partie für die U-18-Mannschaft. Im September 2021 debütierte er in der U-19-Auswahl.